# Тирана (аэропорт)
Международный аэропорт Тираны имени матери Терезы (алб. Aeroporti Ndërkombëtar i Tiranës Nënë Tereza), (ИАТА: TIA, ИКАО: LATI) — один из двух международных гражданских аэропортов в Албании. Расположен в 11 километрах к северо-западу от столицы Тираны и известен также, как Международный аэропорт Ринас по названию находящейся поблизости деревни

## История и общие сведения
Аэропорт был построен за два года — с 1955 по 1957-й. В 2001 году получил название в честь блаженной матери Терезы.
С 2005 по 2008 годы в международном аэропорту Тираны производились работы по реконструкции и модернизации инфраструктуры, в результате которых максимальная пропускная способность воздушной гавани была увеличена до 1,8 миллионов пассажиров в год. При этом, по утверждению специалистов данной пропускной способности будет достаточно для планируемого увеличения пассажиропотока в преддверии упрощения процедуры въезда жителей Албании в страны Шенгенской зоны.

## Инфраструктура
23 апреля 2005 года международный аэропорт Тираны перешёл во временное управление немецкой компании Hochtief AirPort в рамках двадцатилетнего соглашения с правительством Албании.
Согласно подписанному договору, Hochtief AirPort с 2005 года провела работы по возведению нового здания пассажирского терминала, модернизацию аэровокзального комплекса, строительство новой подъездной дороги к терминалам, создание новых парковочных мест, а также сооружение моста к терминалам с прежней автотрассы. В результате реализованных мероприятий пассажирский трафик через аэропорт существенно увеличился, достигнув отметки в 1,5 миллиона пассажиров по итогам 2009 года.
В здании терминала международного аэропорта Тираны доступен бесплатный WiFi, рядом с выходом из зоны прибытия к услугам пассажиров пункт проката автомобилей. В аэропорту доступны услуги маршрутных автобусов, такси, работает стойка информации.

## Статистика аэропорта

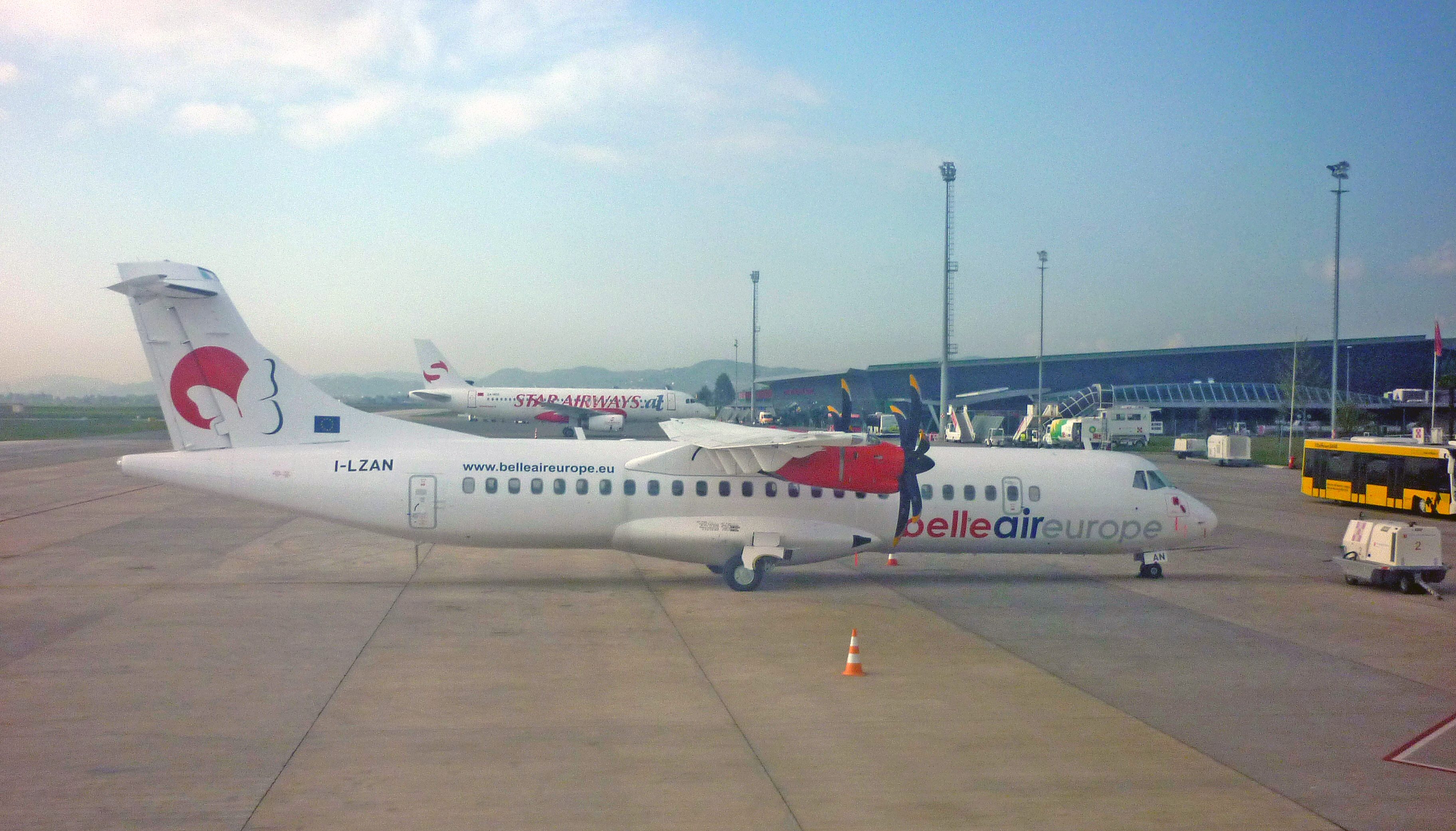
ATR-72 авиакомпании Belle Air в международном аэропорту Тираны

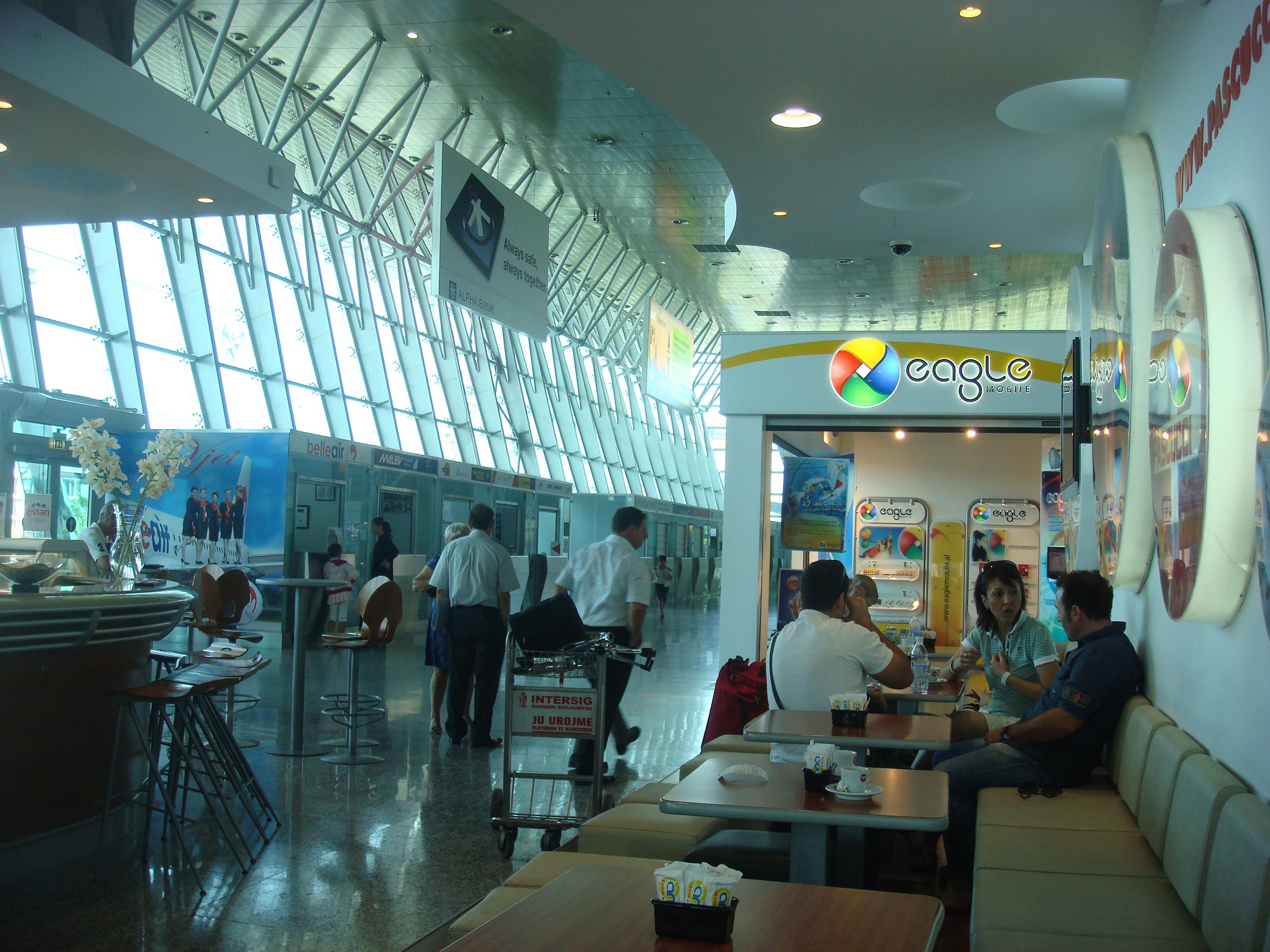
Внутри пассажирского терминала аэропорта

| Год  | Пассажиров | Взлётов и посадок воздушных судов |
| 2003 | 560 000    | ?                                 |
| 2004 | 650 000    | ?                                 |
| 2005 | 785 000    | 15 400                            |
| 2006 | 906 103    | 15 856                            |
| 2007 | 1 105 770  | 18 258                            |
| 2008 | 1 267 041  | 19 194                            |
| 2009 | 1 394 688  | 20 064                            |
| 2010 | 1 536 822  | 20 768                            |
| 2011 | 1 817 073  | 22 988                            |